# Christensonella uncata
Christensonella uncata es una especie de orquídea epifita  originaria de  	 Brasil.

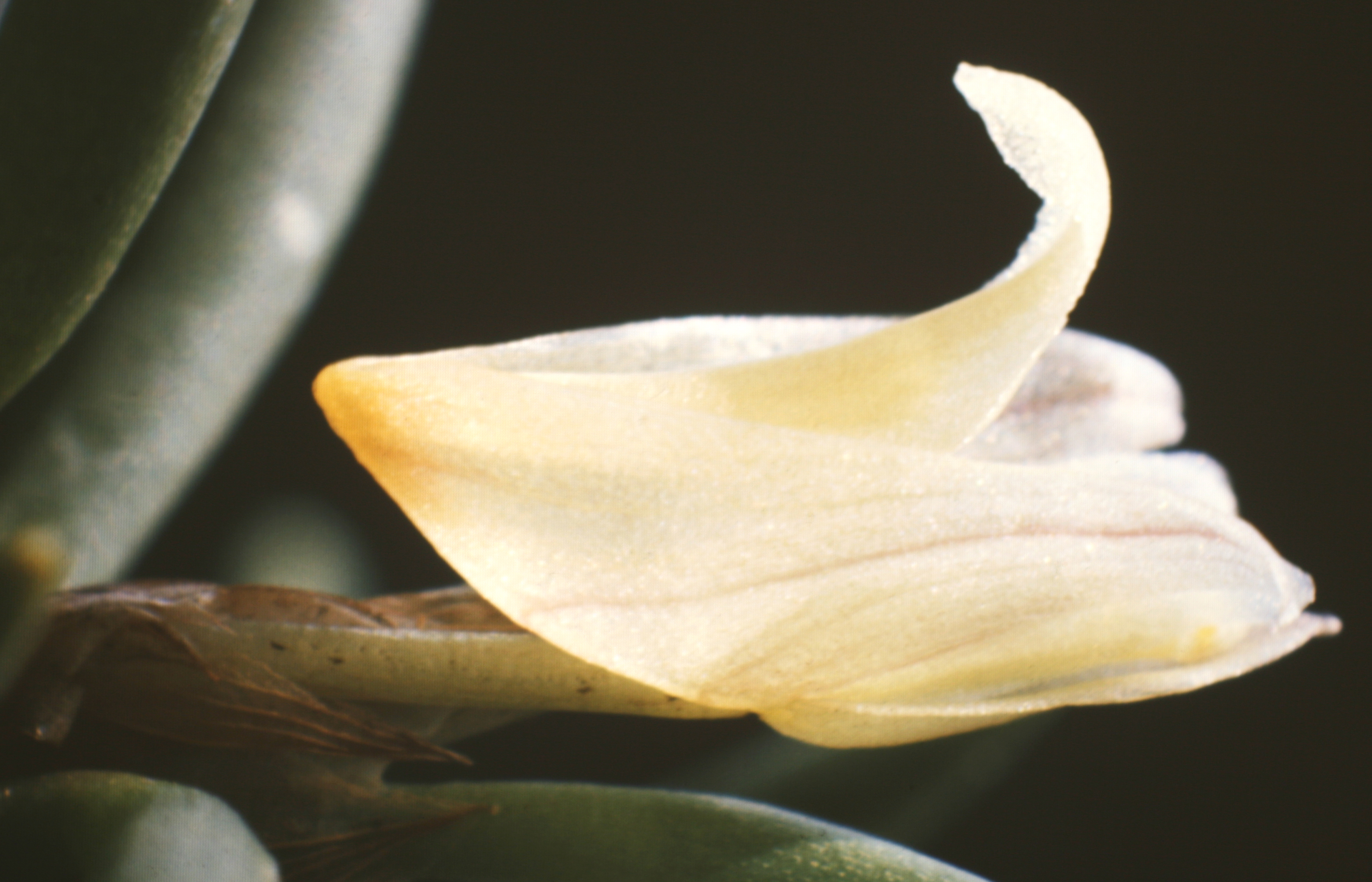
Detalle de la flor

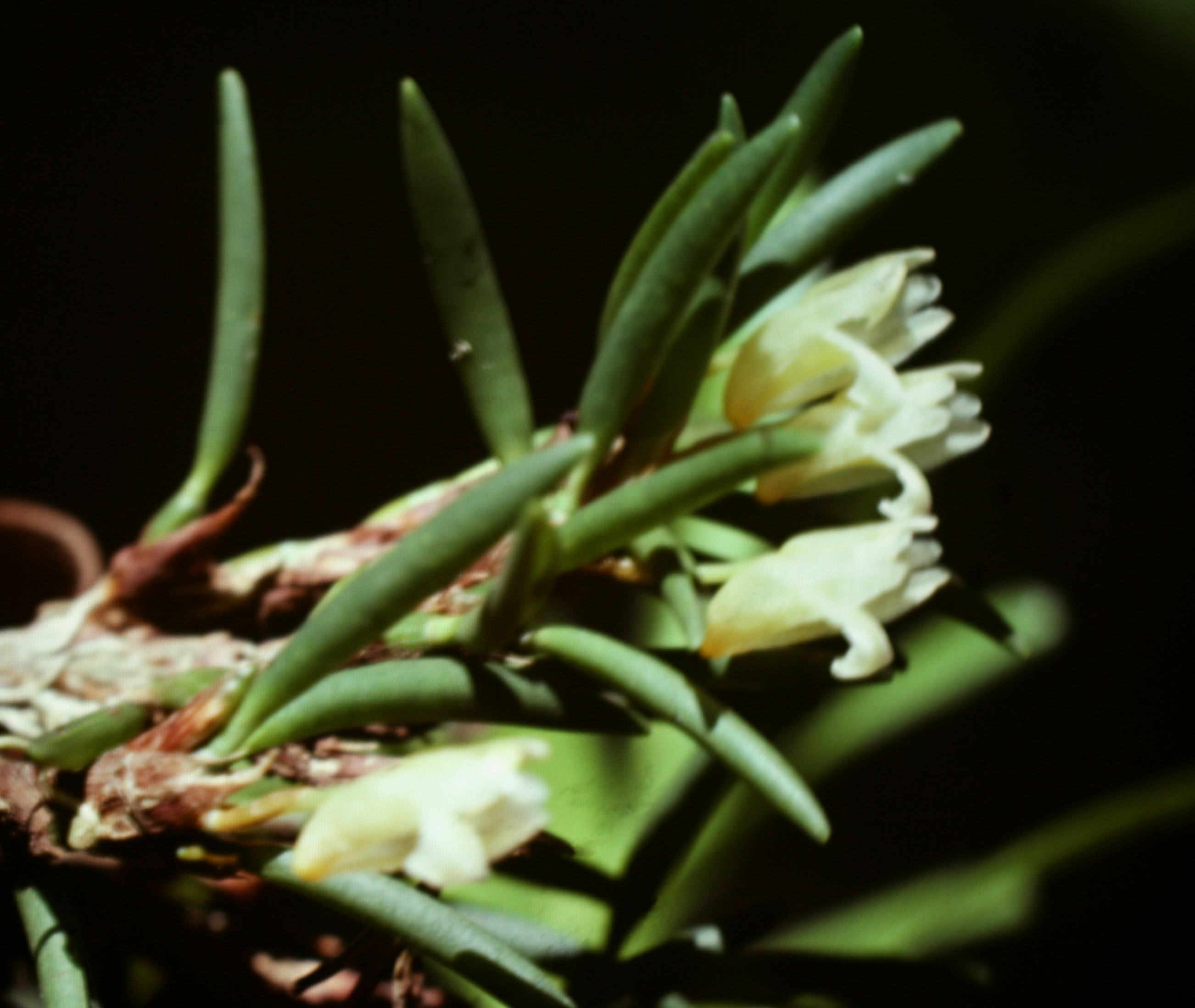
Vista de la planta

## Descripción
Es una orquídea reptante de pequeño tamaño, con hábitos epifita  con un vástago pendular que tiene un pseudobulbo fusiforme-cilíndrico, sulcado con la edad y  con una hoja semi-cilíndrica, corta, lateral, subsésil, en una sola inflorescencia de flores con vainas escariosas  cerca en las hojas y que se produce a través de la final de la primavera, verano, otoño e invierno.

## Distribución y hábitat
Se encuentra en Guayana Francesa, Surinam, Guyana, Venezuela, Colombia, Ecuador, Perú y Brasil en las selvas montañosas húmedas a altitudes desde el nivel del mar a 1300 metros.

## Taxonomía
Christensonella uncata fue descrita por (Lindl.) Szlach., Mytnik, Górniak & Smiszek  y publicado en Polish Botanical Journal 51(1): 59. 2006.
Sinonimia
- Camaridium uncatum (Lindl.) Hoehne
- Maxillaria macleei Bateman ex Lindl.
- Maxillaria nana Hook.
- Maxillaria stenostele Schltr.
- Maxillaria striatella Kraenzl.
- Maxillaria uncata Lindl.
- Ornithidium nanum Rolfe[1][3][4]